# Magnolia braianensis
Magnolia braianensis là một loài thực vật có hoa trong họ Magnoliaceae. Loài này được (Gagnep.) Figlar mô tả khoa học đầu tiên năm 2000.